# Porattomavalleirivier
Porattomavalleirivier  (Zweeds–Fins: Porattomavuomajoki) is een rivier, die stroomt in de Zweedse  gemeente Kiruna. De rivier verzorgt de afwatering van het gebied rondom de  Porattomaberg. Ze stroomt door de moerassige Porattomavallei aan wie ze haar naam dankt. Na een circa 10 kilometer stroomt ze samen met de Porattomameerrivier en vormt zo de Kelorivier.
Afwatering: Porattomavalleirivier → Kelorivier → Muonio → Torne → Botnische Golf